# Senat de Mèxic

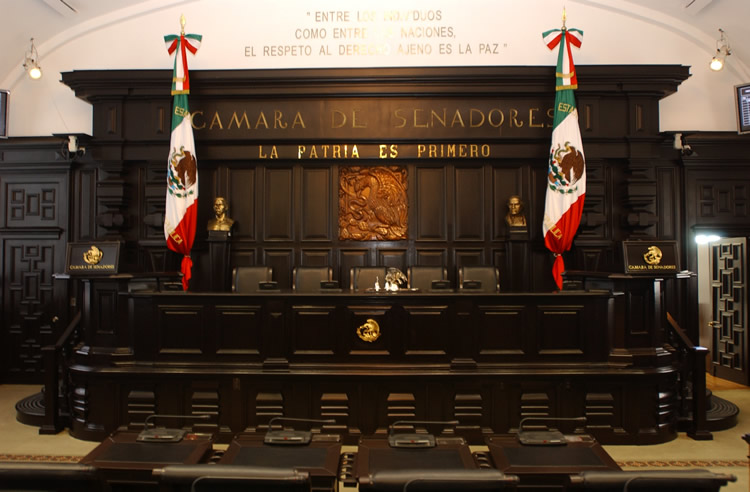
Tribuna del Senat de la República

El Senat de la República (Senado de la República, en castellà) o la Cambra dels Senadors (Cámara de Senadores, en castellà) és la cambra alta del cos legislatiu del govern mexicà, el Congrés de la Unió. Està integrat per 128 senadors, dels quals s'hi elegeixen:
- dos per cada estat i dos pel Districte Federal segons el mètode d'escrutini uninominal majoritari—és a dir, majoria relativa; els partits polítics han de registrar una llista amb una fórmula de dos candidats, els quals s'elegeixen de manera conjunta i es coneixen com a senadors uninominals;
- un per cada estat i un pel Districte Federal, assignat a la primera minoria—és a dir, al partit que obtingui la segona posició en les eleccions de cada estat i el Districte Federal; i
- trenta-dos assignats segons el principi de l'escrutini proporcional plurinominal—és a dir, segons el mètode de la representació proporcional, en què el país sencer forma una sola circumscripció.

El Senat de la República és la representació dels estats de la federació, sense importar llur població, mentre que la Cambra de Diputats és la representació del poble mexicà. Ja que hi ha una combinació d'eleccions de majoria relativa i de representació proporcional, el sistema electoral per elegir els membres del Senat és un sistema de vot paral·lel. El Senat es renova totalment cada sis anys, en eleccions concurrents amb les eleccions presidencials i parlamentàries per renovar la Cambra de Diputats. Els senadors no poden reelegir-se per al període següent immediat.
El Congrés de la Unió es reuneix a partir de l'1 de setembre de cada any per celebrar el primer període de sessions ordinàries, i l'1 de febrer, per en celebrar el segon període.
Segons la constitució de 1917, els requeriments per a ser senador són:
- ser ciutadà mexicà per naixement i amb la capacitat d'exercir els seus drets,
- tenir almenys vint-i-cinc anys al dia de l'elecció,
- ser originari de l'estat on es faci l'elecció o veí amb residència efectiva amb més de sis mesos anteriors a la data de l'elecció,
- no estar en servei actiu a l'exèrcit ni tenir cap càrrec dins la policia o gendarmeria rural almenys noranta dies abans de l'elecció,
- no ser ministre (secretari) i subministrament (subsecretari) d'estat, ni ministre de la Suprema Cort de Justícia llevat que renunciï d'aquell càrrec un any (els secretaris) o dos anys (els ministres de la Cort) abans de l'elecció;
- no ser ministre de cap culte religiós.